# Жирнов (Оренбургская область)
Жирно́в — посёлок в Ташлинском районе Оренбургской области. Входит в состав Степного сельсовета.

## География
Посёлок находится на расстоянии примерно 12 км (по прямой) к юго-западу от села Ташла, административного центра района.

### Часовой пояс
Село Жирнов, как и вся Оренбургская область, находится в часовой зоне МСК+2. Смещение применяемого времени относительно UTC составляет +5:00.

## История
Основан как хутор. В советские годы в посёлке располагалось отделение № 1 совхоза «Степной».

## Население
| 2010 |
| ---- |
| 305  |

### Национальный состав
Согласно результатам переписи 2002 года, в национальной структуре населения русские составляли 46 % из 373 чел., казахи — 34 %.